# Wolves (2014)
Wolves is een Canadese film uit 2014 onder regie van David Hayter.

## Verhaal
Cayden Richards is een achttienjarige student op de middelbare school die aanvoerder is van het footballteam, goede cijfers haalt en een knappe vriendin heeft. Op een nacht stort zijn hele wereld in, wanneer zijn ouders op brute wijze vermoord worden en hij zelf veranderd is in een wilde wolf. Hij slaat in paniek op de vlucht en komt in het geïsoleerde stadje Lupine Ridge terecht, waar twee groepen weerwolven oorlog met elkaar voeren.

## Rolverdeling
| Acteur              | Personage        |
| ------------------- | ---------------- |
| Jason Momoa         | Connor           |
| Lucas Till          | Cayden Richards  |
| Merritt Patterson   | Angelina Timmins |
| John Pyper-Ferguson | Wild Joe         |
| Stephen McHattie    | John Tollerman   |
| Kaitlyn Leeb        | Lisa Stewart     |
| Jennifer Hale       | Cayden’s moeder  |
| Adam Butcher        | Deke             |
| Miriam McDonald     | Haley            |
| Melanie Scrofano    | Gail Timmins     |
| Adam McDonald       | Marty            |
| Alain Moussi        | Dobie            |
| Thomas J. Strada    | Robbie           |